# Croydon (Queensland)
Pour les articles homonymes, voir Croydon (homonymie).
Croydon est une ville du Queensland en Australie, située dans le Comté de Croydon.

## Démographie
Lors du recensement de 2021, la localité de Croydon comptait 215 habitants.

## Transports
La National highway 1 (en)  traverse Croydon d'est en ouest.
La route Richmond-Croydon (en) longe une partie de la limite est.
Croydon possède un aéroport (code AITA : CDQ).